# Welcome to Jamrock
Welcome to Jamrock är ett reggaealbum av Damian Marley. Albumet släpptes den 12 september 2005 i USA och den 13 september 2005 i Storbritannien.
Marley vann 2006 två Grammy Awards för albumet, i kategorierna Best Reggae Album och Best Urban / Alternative Performance (för spåret "Welcome to Jamrock"). Gäster på albumet inkluderar Stephen Marley, Black Thought och Nas. Det producerades av Stephen Marley och Damian Marley.

## Låtlista
1. "Confrontation" - 5:29
2. "There for You" - 4:41
3. "Welcome to Jamrock" - 3:33
4. "The Master Has Come Back" - 4:41
5. "All Night" - 3:30
6. "Beautiful" - 4:48
7. "Pimpa's Paradise" - 5:04
8. "Move!" - 3:44
9. "For the Babies" - 4:54
10. "Hey Girl" - 4:16
11. "Road to Zion" - 5:17
12. "We're Gonna Make It" - 4:20
13. "In 2 Deep" - 4:45
14. "Khaki Suit" - 3:57